# Очерхаджиев, Рустам Майруддинович
Рустам Майруддинович Очерхаджиев (30 сентября 1991, Грозный) — российский бодибилдер. Абсолютный чемпион Кубка мира 2023 года. Бронзовый призёр чемпионата мира 2021 года. Чемпион России 2022 года. Член сборной России по бодибилдингу. Мастер спорта России международного класса.

## Биография
Рустам родился 30 сентября 1991 года в Грозном. Окончил Грозненский государственный нефтяной технический университет.
В 9 лет начал заниматься вольной борьбой. Был призёром чемпионата Чеченской Республики по вольной борьбе. В 2008 году из-за травмы спины сменил вид спорта и занялся бодибилдингом.
Первым крупным соревнованием, в котором Рустам принял участие, стал Кубок России 2013. Он также выступал на нём в 2014 и 2015 годах.
В 2017 году в Барселоне (Испания) на соревнованиях Arnold Classic Europe занял 6 место, а также стал пятым на чемпионате России.
Серебряный призёр Кубка России 2019.
С 2019 года — член сборной России по бодибилдингу. В ноябре 2019 года принял участие в чемпионате мира IFBB в Эль-Фуджайра (ОАЭ), где занял 4 место.
В 2021 году в испанском городе Санта-Сусанна Очерхаджиев стал бронзовым призёром чемпионата мира в разделе «Классик Физик» для спортсменов выше 180 см.
В 2021 году получил звание «Мастер спорта России международного класса».
В мае 2022 года выиграл Кубок Краснодарского края «Самсон-52».
В октябре 2022 года стал чемпионом России по бодибилдингу
В 2023 году на Кубке мира в Кыргызстане в дисциплине «Men's Classic Physique» стал абсолютным чемпионом и победителем в категории спортсменов выше 180 см.

## История выступлений
| Год  | Соревнование          | Категория                          | Место |
| ---- | --------------------- | ---------------------------------- | ----- |
| 2013 | Кубок России          | Мужчины до 90 кг                   | 8     |
| 2014 | Кубок России          |                                    | 10    |
| 2015 | Кубок России          | Юниоры свыше 75 кг                 | 15    |
| 2017 | Arnold Classic Europe | Men’s Physique выше 175 см         | 6     |
| 2017 | Чемпионат России      | Muscular Men’s Physique            | 5     |
| 2019 | Кубок России          | Classic Physique выше 180 см       | 2     |
| 2019 | Чемпионат мира        | Men’s Classic Physique выше 180 см | 4     |
| 2020 | Чемпионат России      | Атлетик выше 180 см                | 2     |
| 2021 | Чемпионат мира        | Men’s Classic Physique выше 180 см | 3     |
| 2022 | Чемпионат России      | Атлетик выше 180 см                | 1     |
| 2022 | Самсон-52             | Атлетик выше 180 см                | 1     |
| 2023 | Кубок мира            | Men’s Classic Physique выше 180 см | 1     |
| 2023 | Кубок мира            | Men’s Classic Physique Абсолют     | 1     |